# Крисоло
Крисоло (итал. Crissolo) је насеље у Италији у округу Кунео, региону Пијемонт.
Према процени из 2011. у насељу је живело 210 становника. Насеље се налази на надморској висини од 1343 м.

## Становништво
| 1936. | 1951. | 1961. | 1971. | 1981. | 1991. | 2001. | 2011. |
| ----- | ----- | ----- | ----- | ----- | ----- | ----- | ----- |
| 722   | 586   | 527   | 422   | 316   | 247   | 210   | 172   |